# جشمة جان قلي (حومة بيجار)
جشمة جان قلي (بالفارسية: چشمه جان قلی) هي قرية تقع في إيران في حومة. يقدر عدد سكانها بـ 67 نسمة بحسب إحصاء 2016.